# 吴庆焘
吴庆焘（1857年—？），榜名庆恩，字文鹿、号宽仲，湖北襄阳人，清末民初人。
吴庆焘为光绪壬午科举人，曾任江西候补道。宣统元年（1909年）湖北咨议局成立后，曾当选为议长。但不久便辞职，出任江西赣南道。中华民国成立后隐退，在上海卖字为生，曾为中华书局写仿宋体字。民国七年（1918年），在襄樊成立红十字会，吴庆焘被推举为会长。